# Hydrogamasellus brevipilus
Hydrogamasellus brevipilus är en spindeldjursart som beskrevs av Wolfgang Karg 1976. Hydrogamasellus brevipilus ingår i släktet Hydrogamasellus och familjen Ologamasidae. Inga underarter finns listade i Catalogue of Life.